# Times Higher Education World University Rankings
Times Higher Education World University Rankings este o publicație anuală de clasificări ale universităților, de către revista Times Higher Education⁠(en)[traduceți] (THE). În perioada 2004–2009 ea a apărut ca o colaborare cu Quacquarelli Symonds⁠(en)[traduceți] (QS), sub numele THE-QS World University Rankings⁠(en)[traduceți]. Începând din 2010, THE a colaborat cu Thomson Reuters și apoi Elsevier la colectarea și compilarea datelor. THE este una dintre cele trei cele mai considerate clasificări universitare, celelalte două fiind Academic Ranking of World Universities și QS World University Rankings.

## 2021
| Clasificare | Universitate                          | Procentaj puncte |
| 1           | University of Oxford                  | 95.6             |
| 2           | Stanford University                   | 94.9             |
| 3           | Harvard University                    | 94.8             |
| 4           | California Institute of Technology    | 94.5             |
| 5           | Massachusetts Institute of Technology | 94.4             |
| 6           | University of Cambridge               | 94.0             |
| 7           | University of California, Berkeley    | 92.2             |
| 8           | Yale University                       | 91.6             |
| 9           | Princeton University                  | 91.5             |
| 10          | The University of Chicago             | 90.3             |

| Clasificare | Universitate                                                                                |
| 601–800     | Bucharest University of Economic Studies                                                    |
| 801–1000    | Iuliu Hațieganu University of Medicine and Pharmacy Cluj-Napoca                             |
| 1001+       | Alexandru Ioan Cuza University                                                              |
| 1001+       | Babeș-Bolyai University                                                                     |
| 1001+       | University of Bucharest                                                                     |
| 1001+       | Dunarea de Jos University of Galati                                                         |
| 1001+       | George Emil Palade University of Medicine, Pharmacy, Science, and Technology of Targu Mures |
| 1001+       | Grigore T. Popa University of Medicine and Pharmacy                                         |
| 1001+       | Polytechnic University of Bucharest                                                         |
| 1001+       | Polytechnic University of Timișoara                                                         |
| 1001+       | Technical University of Cluj-Napoca                                                         |
| 1001+       | Transilvania University of Brașov                                                           |
| 1001+       | West University of Timișoara                                                                |

## 2022
| Clasificare | Universitate                          | Număr de studenți la 1 cadru didactic |
| 1           | University of Oxford                  | 10,7                                  |
| 2 ex aequo  | California Institute of Technology    | 6,3                                   |
| 2 ex aequo  | Harvard University                    | 9,5                                   |
| 4           | Stanford University                   | 7,3                                   |
| 5 ex aequo  | University of Cambridge               | 11,1                                  |
| 5 ex aequo  | Massachusetts Institute of Technology | 8,4                                   |
| 7           | Princeton University                  | 7,5                                   |
| 8           | University of California, Berkeley    | 18,9                                  |
| 9           | Yale University                       | 5,9                                   |
| 10          | The University of Chicago             | 6,1                                   |

În clasificarea 2022 apar 16 universități din România, trei dintre acestea clasificate printre primele 1200.
| Clasificare | Universitate                                                    | Număr de studenți la 1 cadru didactic |
| 501–600     | Bucharest University of Economic Studies                        | 15,9                                  |
| 801–1000    | Iuliu Hațieganu University of Medicine and Pharmacy Cluj-Napoca | 7,7                                   |
| 1001–1200   | Babeș-Bolyai University                                         | 22,9                                  |